# Kamel Marek
Pour les articles homonymes, voir Marek.
Kamel Marek est un footballeur algérien né le 6 février 1980 à Tizi Ouzou. Il évoluait au poste de milieu offensif.

## Palmarès
- Champion d'Algérie en 2006 avec la JS Kabylie.
- Vice-champion d'Algérie en 2007 avec la JS Kabylie.
- Finaliste de la Supercoupe d'Algérie en 2006 avec la JS Kabylie.